# Salvaterra de Magos
Salvaterra de Magos (saɫvɐ'tɛʁɐ dɨ 'maguʃ) è un comune portoghese di 20 161 abitanti situato nel distretto di Santarém.

## Società

### Evoluzione demografica
| Popolazione di Salvaterra de Magos (1801 – 2004) | Popolazione di Salvaterra de Magos (1801 – 2004) | Popolazione di Salvaterra de Magos (1801 – 2004) | Popolazione di Salvaterra de Magos (1801 – 2004) | Popolazione di Salvaterra de Magos (1801 – 2004) | Popolazione di Salvaterra de Magos (1801 – 2004) | Popolazione di Salvaterra de Magos (1801 – 2004) | Popolazione di Salvaterra de Magos (1801 – 2004) | Popolazione di Salvaterra de Magos (1801 – 2004) |
| ------------------------------------------------ | ------------------------------------------------ | ------------------------------------------------ | ------------------------------------------------ | ------------------------------------------------ | ------------------------------------------------ | ------------------------------------------------ | ------------------------------------------------ | ------------------------------------------------ |
| 1801                                             | 1849                                             | 1900                                             | 1930                                             | 1960                                             | 1981                                             | 1991                                             | 2001                                             | 2004                                             |
| 1875                                             | 3436                                             | 7047                                             | 11498                                            | 16966                                            | 18962                                            | 18979                                            | 20161                                            | 20908                                            |

## Freguesias
- Foros de Salvaterra
- Glória do Ribatejo
- Granho
- Marinhais
- Muge
- Salvaterra de Magos